# Ла-Плата (регион)
Ла́-Пла́та (исп. La Plata — серебро), или Рио-де-Ла-Плата, — историческое название стран бассейна Ла-Платы так называемой «Большой Аргентины», региона расположенного на юго-востоке Южной Америки.

## Границы региона
Этот регион рядом авторов выделяется как субрегион внутри стран Латинской Америки (наряду с Андскими странами, Амазонией, Средней Америкой). Традиционно частями Ла-Платы считаются Уругвай, Парагвай и часть территории Аргентины..
По одному из взглядов на деление Латинской Америки на субрегионы, Аргентина, Уругвай и Парагвай вместе с Чили, частью Бразилии и Боливией входят в Южный конус, частью которого является Ла-Плата.
Регион Ла-Плата частично пересекается с географической областью Пампасы, но в пампу не входит территория Парагвая.

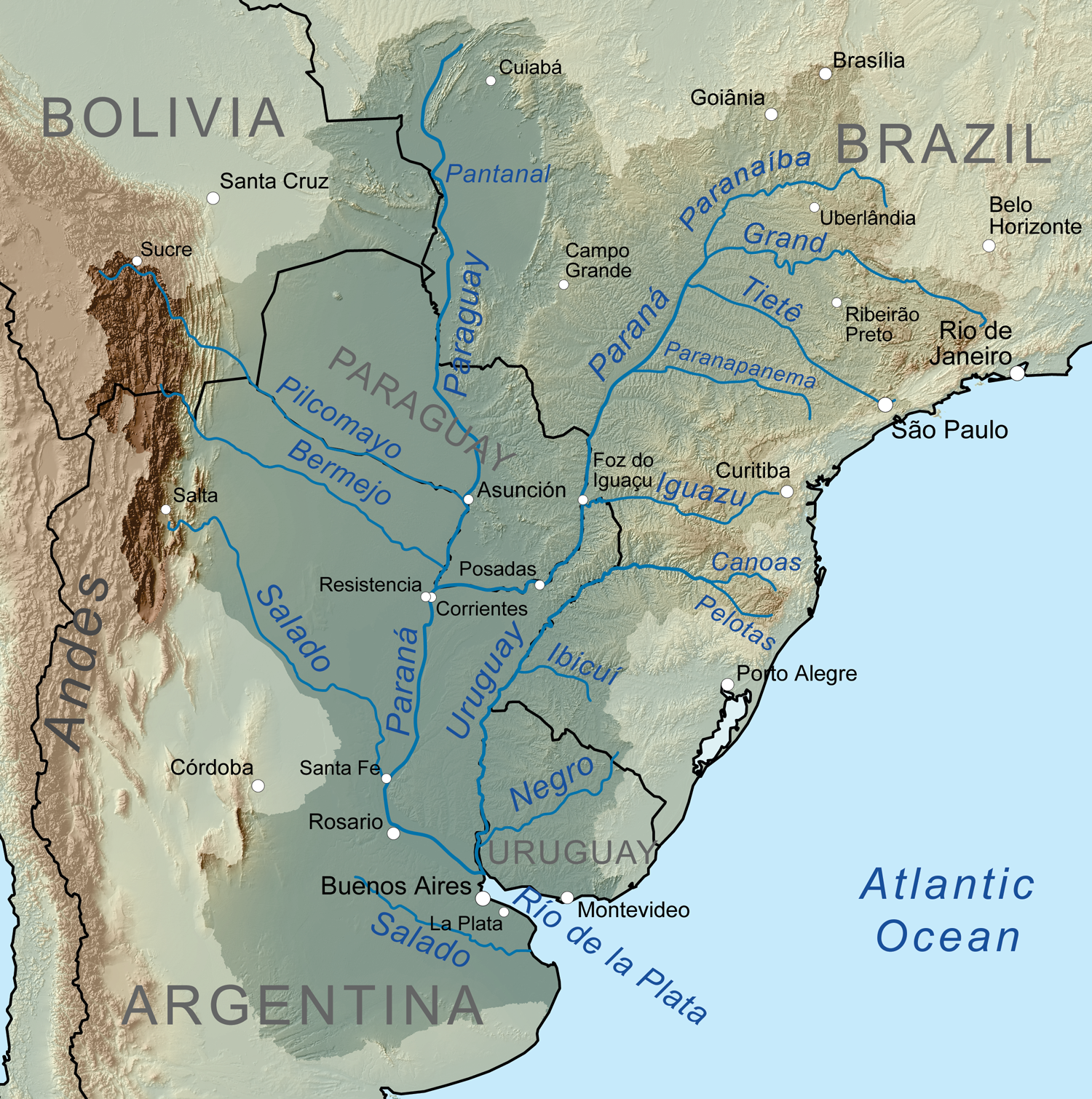
Лаплатская низменность
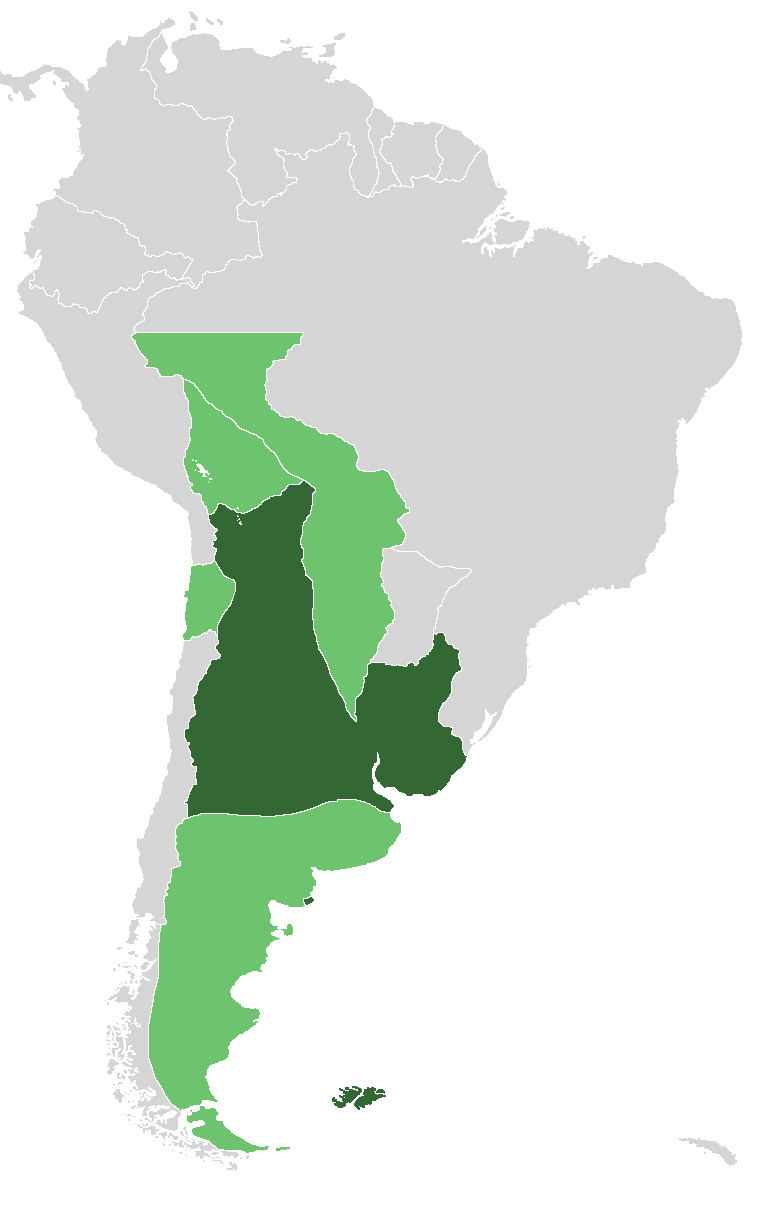
Соединённые провинции Рио-де-Ла-Плата в 1816 (темно-зеленым указаны основные территории, светло-зеленым зона претензий)
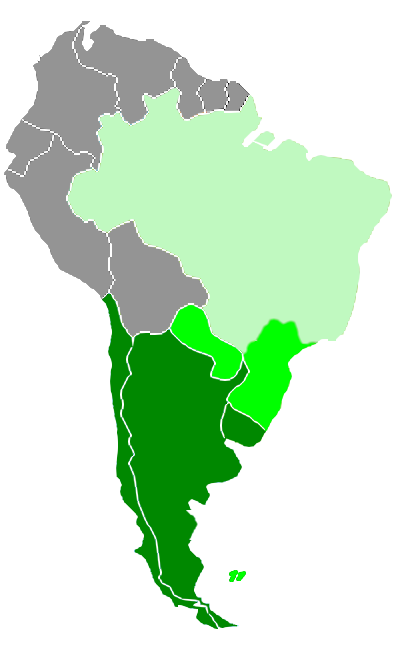
Тёмно-зелёный: территории, которые всегда относят к Южному конусу. Зелёный: иногда относимый к Южному конусу регион. Светло-зелёный: регион, включаемый в Южный конус только в редких исключениях.
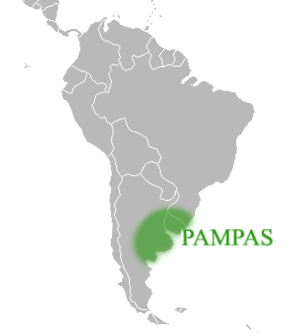
Пампасы

## История региона
В 1549 году на части территории Лаплатской низменности было создано губернаторство Рио-де-ла-Плата (путем переименования губернаторства Новая Андалусия). Губернаторство в разные годы включало кроме севера Аргентины территории Парагвая и Уругвая. В 1776 году на территории современных Аргентины, Боливии, Парагвая и Уругвая было создано вице-королевство Рио-де-ла-Плата. После Майской революции на территории региона было создано независимое государство Соединённые провинции Рио-де-Ла-Плата. Лишь в 1816 году на Тукуманском конгрессе государство получило новое название — Соединённые провинции Южной Америки.
После отделения в 1825 году Боливии, а в 1828 году Уругвая регион вновь стал располагаться на территории нескольких государств. После ряда конфликтов (Лаплатская, Парагвайская войны и другие) границы стран в регионе приобрели современные очертания.

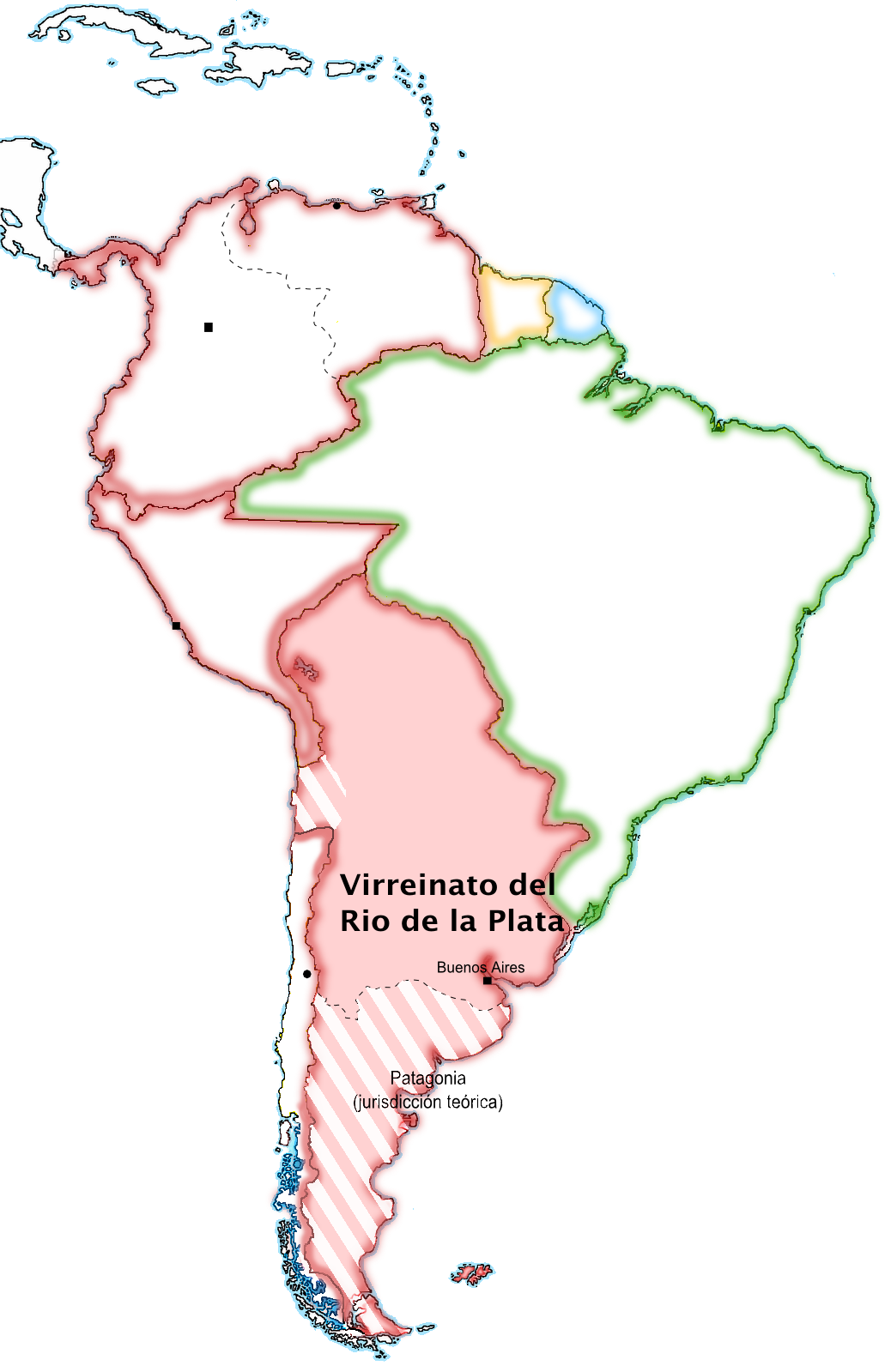
Вице-королевство Рио-де-ла-Плата
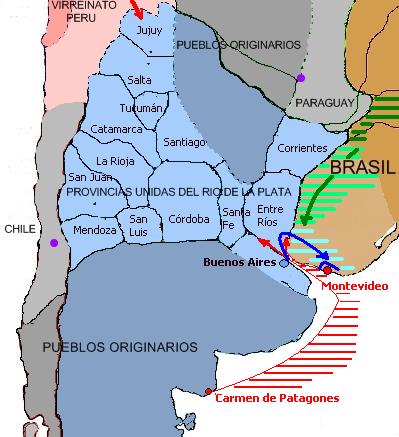
Соединённые провинции Рио-де-Ла-Плата в 1812 году
Зона конфликтов в 1860-е.

## Отражение в культуре
На территории региона сформировался риоплатский вариант испанского языка. 

«Риоплатенсе» — обитатель Ла-Платы — в равной степени аргентинец и уругваец.— Хачатуров К. Какие они, уругвайцы? // "Первое сентября" География : газета. — Москва, 2004. — № 47.
В настоящее время термин употребляется в Аргентине в возвышенном стиле.